# پری‌شاهرخ اسکات
پری‌شاهرخ اسکات (نام علمی: Icterus parisorum) نام یک گونه از سرده پری‌شاهرخ بر جدید است.